# Patrick Peter Delaney
Patrick Peter Delaney, né le 23 janvier 1852 à Havre-Aubert et mort le 28 décembre 1941 à Québec, est un homme politique québécois.